# Dead Rising 2: Off the Record
Dead Rising 2: Off the Record (с англ. — «Восстание мертвецов 2: За кадром») — компьютерная игра в жанре action-adventure, издателем является компания Capcom, а разработчиком студия Capcom Vancouver. Игра является переосмыслением Dead Rising 2. Главным героем стал Френк Уэст — фотограф из первой части. Выход в Европе состоялся 14 октября 2011 года.

## Игровой процесс
В Dead Rising 2: Off the Record разработчики обещают новые городские локации, которые придётся исследовать через разнообразные миссии и квесты. Также игрокам предстоит встретиться с новыми и более необычными врагами, познакомиться с ещё большим разнообразием оружия и транспортных средств. Кроме этого, в игру Dead Rising 2: Off the Record будут возвращены очки престижа и фотокамера Фрэнка Веста, при помощи которой эти очки можно будет зарабатывать, создавая фото, оцениваемые игрой по критериям: «ужас» (фотографии зомби и психопатов), «драма» (фотографии выживших), «эротика» (фотографии сексуальных женщин), «юмор» (фотографии смешных ситуаций, например, зомби на коляске, с маской на голове и т. д.), «жестокость» (фотографии трупов и смертей) и специальные (фотографии особых мест, моментов и т. д.).

## Сюжет
События сюжета разворачиваются всё в том же Fortune City, параллельно сюжету Dead Rising 2, с одной оговоркой: главным героем в Dead Rising 2: Off the Record является фотожурналист Фрэнк Вест, известный по игре Dead Rising. Сама игра является неканонной, так как Фрэнк поясняет ситуацию так: что бы он сделал на месте Чака Грина, героя Dead Rising 2.
События происходят через пять лет после известного нашествия зомби в первой части игры. Фрэнк Вест становится легендой и даже получает час эфирного времени на одном из телеканалов для собственного шоу, а также награду из рук президента США. Но его популярность начала стремительно угасать: шоу посчитали слишком жестоким и закрыли, а о самом герое забыли. Отчаявшись, Фрэнк решает принять участие в соревновании «Этот жестокий мир», где он должен убивать зомби за деньги. Последнее воплощение шоу, TIR XVII: Payback, в настоящее время содержится в Fortune City, курорте в штате Невада. Тайрон Кинг, более известный как ТК, ведущий шоу. Фрэнк участвует в шоу, чтобы собрать средства на покупку лекарственного препарата Zombrex для себя (во время инцидента в первой игре зомби напал на Фрэнка и укусил его, поэтому, чтобы не превратиться, каждые 24 часа ему нужно вводить Zombrex) и чтобы вернуть утраченную славу.

## Отзывы и продажи
| Сводный рейтинг | Сводный рейтинг | Сводный рейтинг     |
| Издание         | Оценка          | Оценка              |
| Издание         | PS3             | Xbox 360            |
| --------------- | --------------- | ------------------- |
| GameRankings    | 69,82 %         | 72,86 %             |
| Metacritic      | N/A             | 72/100 (48 обзоров) |

Игра получила смешанные отзывы. На сайте-агрегаторе Metacritic средняя оценка игры составляет 72 из 100 на основе 48 обзоров для платформы Xbox 360.
Летом 2018 года, благодаря уязвимости в защите Steam Web API, стало известно, что точное количество пользователей сервиса Steam, которые играли в игру хотя бы один раз, составляет 263 656 человек.